# Dactylodenia aravardii
Dactylodenia aravardii là một loài thực vật có hoa trong họ Lan. Loài này được M.Gerbaud & O.Gerbaud mô tả khoa học đầu tiên năm 1997.